# Malý Kyseľ
Malý Kyseľ je 2 km dlouhá rokle ve Slovenském ráji, s potokem a vodopády. Je součásti NPR Kyseľ

## Přírodní podmínky
Malý Kyseľ je část původně kompletně zpřístupněné rokle Kyseľ, ta ale po rozsáhlém lesním požáru v červenci roku 1976 byla uzavřena. Malým Kyselem protéká stejnojmenný potok a v ústí rokle se spojuje s ramenem Veľký Kyseľ (tekoucím z rokle Veľký Kyseľ) a společně tvoří potok Kyseľ.

## Turistika
Dva kilometry dlouhou roklí prochází modrá turistická značka, průchod je povolen pouze proti směru potoka, od rozcestí Kyseľ–Rázcestie (ústí Velkého i Malého Kyselu) k vrcholu Suché Belé. V roklině se nacházejí pouze dva větší vodopády, a to Malý vodopád a Machový vodopád, oba nedaleko ústí. V roce 2007 navrhovala Správa Národného parku Slovenský raj uzavřít roklinu Malý Kyseľ, jako kompenzaci zpřístupnění původní rokliny Kyseľ, proti čemuž se však ohradili zástupci obce Hrabušice.